# Vittaria schkuhrii
Vittaria schkuhrii là một loài dương xỉ trong họ Pteridaceae. Loài này được Raddi mô tả khoa học đầu tiên năm 1825.
Danh pháp khoa học của loài này chưa được làm sáng tỏ. 